# Хејл Сентер (Тексас)
Хејл Сентер (енгл. Hale Center) град је у америчкој савезној држави Тексас. По попису становништва из 2010. у њему је живело 2.252 становника.

## Демографија
Према попису становништва из 2010. у граду је живело 2.252 становника, што је 11 (0,5%) становника мање него 2000. године.
| Група             | 2000.         | 2010.         |
| Белци             | 858 (37,9%)   | 719 (31,9%)   |
| Афроамериканци    | 114 (5,0%)    | 94 (4,2%)     |
| Азијати           | 1 (0,0%)      | 1 (0,0%)      |
| Хиспаноамериканци | 1.280 (56,6%) | 1.424 (63,2%) |
| Укупно            | 2.263         | 2.252         |